# Этиология
Этиоло́гия (греч. αἰτία «причина» + др.-греч. λόγος «слово, учение») — раздел медицины, изучающий причины и условия возникновения болезней.
В профессиональной медицинской среде термин «этиология» употребляется также как синоним «причины» (например, «грипп — заболевание вирусной этиологии»).
Большинство причин известных к настоящему времени болезней было открыто и изучено в XX веке.

## Классификация
Выделяют следующие причины болезней:
1. Механические (закрытые и открытые травмы, сотрясения и другие).
2. Физические (высокая или низкая температура, электрический ток и другие).
3. Химические (промышленные токсические вещества и другие).
4. Биологические (действие болезнетворных бактерий, простейших, вирусов, грибков, прионов и их токсинов и другие).
5. Психогенные, включая социальные (войны, дискриминация, урбанизация и другие).
6. Генетические (наследственные).

## Близкие термины
Из-за близости терминов «этиология» и «патогенез» в медицине появился термин «этиопатогенез». Он определяет совокупность представлений о причинах и механизмах развития болезни. Этот термин не получил широкого распространения.
Следует упомянуть также:
- Этиологический фактор — причина, без которой болезнь никогда не разовьётся.
- Факторы риска — факторы, повышающие вероятность возникновения болезни.
- Саногенез — динамический комплекс защитных процессов, возникающих при воздействии на организм чрезвычайного раздражителя и направленных на восстановление нарушенных функций организма.